# Musculus rhomboideus major
Der Musculus rhomboideus major (lat., wörtlich „größerer rautenförmiger Muskel“) ist ein Skelettmuskel und gehört zur Rückenmuskulatur. Die Bezeichnung ergibt sich daraus, dass er als großer Rautenmuskel zusammen mit dem kleinen Rautenmuskel (Musculus rhomboideus minor), der oberhalb liegt, eine Raute bildet.
Der Musculus rhomboideus major entspringt an den Dornfortsätzen des ersten bis vierten Brustwirbels und setzt am rückenseitigen Rand des Schulterblatts (Margo medialis) an. Er wird vom Musculus trapezius überdeckt. Zusammen mit diesem Muskel befestigt er das Schulterblatt am Thorax und zieht es in Richtung Wirbelsäule.
Beim Menschen wird der Musculus rhomboideus major dem Musculus rhomboideus minor gegenübergestellt. In der Tieranatomie wird der Musculus rhomboideus dagegen in einen Musculus rhomboideus thoracis, Musculus rhomboideus cervicis und Musculus rhomboideus capitis unterteilt, der Musculus rhomboideus thoracis entspricht dem Musculus rhomboideus major.
Eine Schwäche des Musculus rhomboideus zeigt sich beim Menschen in der Ausprägung einer Scapula alata (Engelsflügel), d. h. einem Abstehen des medialen Schulterblattrandes vom Brustkorb.